# کریستینا فوسانو
 کریستینا فوسانو (انگلیسی: Christina Fusano؛ زادهٔ ۲۷ نوامبر ۱۹۸۰) یک تنیس‌باز اهل ایالات متحده آمریکا است.